# Григорий Палама
Григорий Паламá (на гръцки: Γρηγόριος Παλαμάς) е византийски богослов и архиепископ на Солун, обявен за светец от Православната църква, която чества паметта му на 14 ноември (27 ноември по стар стил).

## Биография
Григорий Палама е роден в Константинопол през 1296 г. Бащата на Григорий е високопоставен сановник в двореца, но умира малко след раждането на Григорий, поради което с възпитанието и образованието на осиротелия Григорий се заема самият император. Вместо да постъпи на служба в двореца, през 1316 г. двадесетгодишният Григорий заминава за Света Гора и постъпва като послушник във Ватопедския манастир, а след време приема монашеска схима под ръководството на преподобния Никодим Ватопедски. Майката и сестрите на св. Григорий също приемат монашество.
След смъртта на духовния му наставник Григорий Палама се заселва в обителта „Глосия“. Там настоятелят на обителта го въвежда в учението на исихазма. През 1326 г. монасите от Глосия се прибират в Солун, за да се предпазят от нападенията на турците. Там Григорий е ръкоположен в свещенически сан. Прочува се с богословските си умения и е поканен от атонските монаси да обори еретичното учение на Варлаам Калабрийски.
В разразилата се полемика между двамата Григорий успява да осъди учението на Варлаам с доводи от писанията на светите православни отци и съчинява осъдително слово в три части срещу опонента си. Заради усиленото му застъпничество за традиционните догми на Православната църква през 1344 Григорий е отлъчен от църквата и е хвърлен в тъмница по заповед на патриарх Йоан XIV Калека, привърженик на учението на Варлаам. През 1347 г., след смъртта на Йоан XIV, Григорий е освободен и възведен в сан Архиепископ Солунски. Ръководи Солунската архиепископия тринадесет години, до 1359 г. През 1354 г. Григорий Палама е извикан в Константинопол за решаването на спора между Йоан V Палеолог и Йоан VI Кантакузин. Галерата, с която плавал Григорий, е пленена от турците, а самият той и свитата му са продадени като роби в различни градове из Азия. След една година, прекарана в плен, Григорий е откупен от сърби и благополучно се завръща в Солун, където умира на 14 ноември 1359 г. През 1368 г. е канонизиран за светец от константинополския патриарх Филотей. Мощите на св. Григорий се намират в Солун – в църква, носеща неговото име. Прославил се като подвижник, като богослов и като чудотворец. В житията на светеца се твърди, че приживе му се явявали Света Богородица, св. Йоан Богослов, св. Димитър, св. Антоний Велики, св. Йоан Златоуст и Божиите ангели.

## Издания
- Григорий Палама. Слова. С., 1987.
- Григорий Палама. Триады в защиту священнобезмолствующих. М., 1996; 2-е изд. СПб., 2007.
- Григорий Палама, св. Трактаты. Пер. с греч. и примеч. архим. Нектария (Яшунского). Краснодар, 2007 (Патристика: тексты и исследования).
- Григорий Палама, свт. Омилии (в 2-х тт.). М., 2008.
- Факрасис, Г. Диспут святителя Григория Паламы с Григорой философом. Философские и богословские аспекты паламитских споров. Пер. с древнегреч. Д. А. Поспелова; отв. ред. Д. С. Бирюков. М., 2009.
- Григорий Палама, св. Писмо до монахиня Ксения. Прев. Стоян Терзийски. Ред. Иван Христов. С., 2010.
- Григорий Палама, свт. Антирретики против Акиндина. Краснодар, 2010.
- Григорий Палама, св. Триади в защита на свещенобезмълвстващите. Зографски манастир, 2011.

## Изследвания
- Алексий, еп. Сумский. Византийские церковные мистики ХIV века: Препод. Григорий Палама, Николай Кавасила и препод. Григорий Синаит. Казань, 1906.
- Прот. Иоанн Мейендорф. Жизнь и труды святителя Григория Паламы. Введение в изучение Архив на оригинала от 2008-02-06 в Wayback Machine.. Пер. Г. Н. Начинкина под ред. И. П. Медведева и В. М. Лурье. СПб., 1997 (Subsidia byzantinorossica, т. 2).
- Киприан (Керн), архим. Антропология св. Григория Паламы Архив на оригинала от 2011-11-17 в Wayback Machine.. Париж, 1950; репринт – М., Паломник, 1996;
- Прохоров, Г. Византийская литература ХІV в. в древней Руси. М., 1989.
- Бояджиев, Ц. Хр. Две университетски лекции. Михаил Псел и византийският хуманизъм на ХІ в.; Паламитските спорове. Велико Търново, 1997.
- Каприев, Г. Византийската философия. Четири центъра на синтеза. С., 2001, 245 – 296.
- Макаров, Д. И. Антропология и космология св. Григория Паламы. На примере гомилий. СПб., 2003 (Библиотека христианской мысли: Исследования).
- Чиликов, Стоян. Учението за Божията Майка в богословието на св. Григорий Палама. С., 2003.
- Мандзаридис, Г. Обожение человека по учению святителя Григория Паламы. Свято-Троицкая Сергиева лавра, 2003;